# Poet Laureate

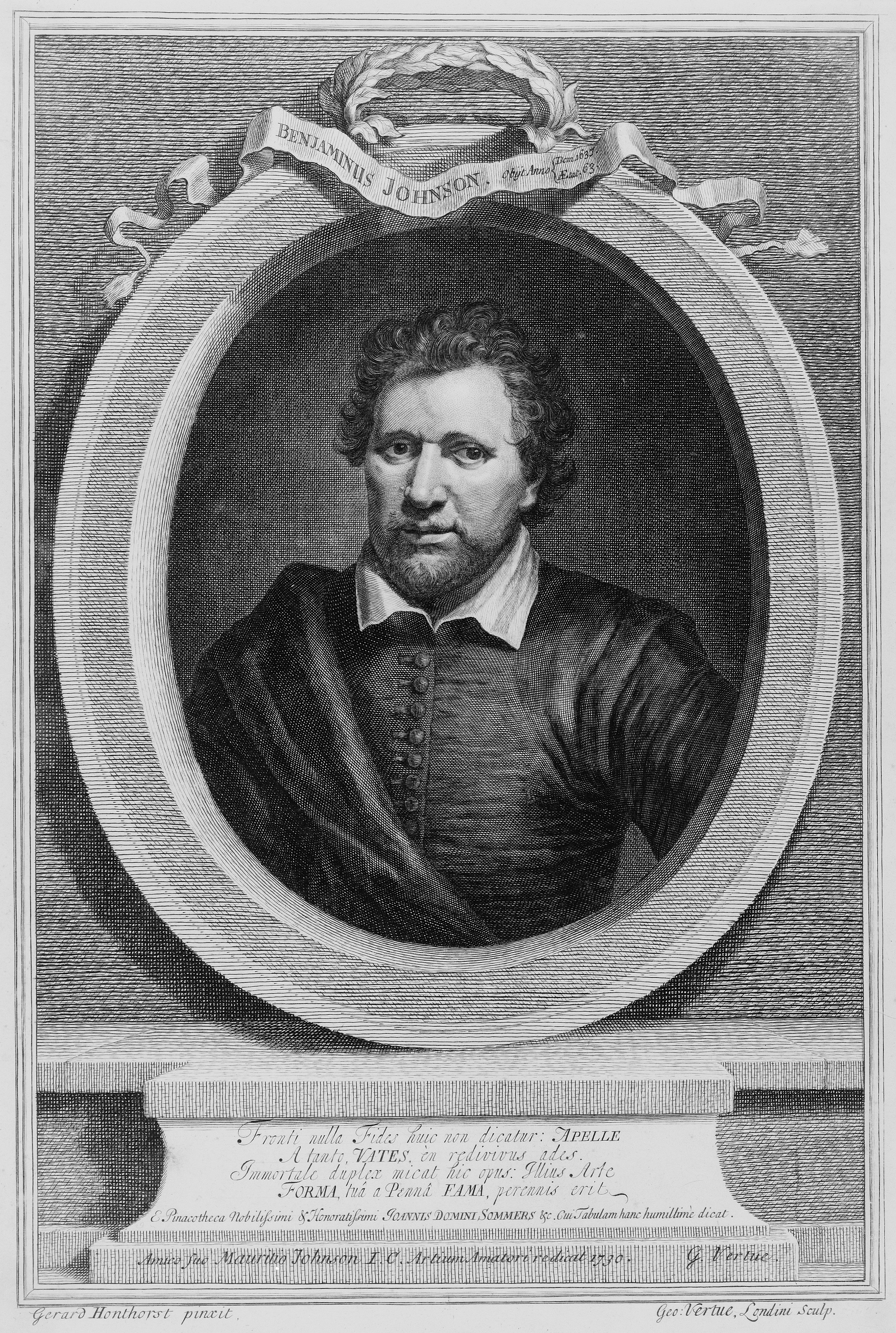
Ben Jonson, 1616 Poet laureate

Poet Laureate (von lateinisch poeta laureatus „lorbeergekrönter Dichter“) ist in einigen Staaten des Commonwealth, insbesondere im Vereinigten Königreich und Kanada, sowie in den USA ein jeweils von Staats wegen besonders ausgezeichneter Dichter. Die Bezeichnung kommt aus der antiken Tradition, hervorragende Dichter mit einem Lorbeerkranz zu schmücken.

## Vereinigtes Königreich
Im Vereinigten Königreich ist Poet Laureate das Amt eines Hofdichters, dessen Aufgabe es ist, Gedichte für offizielle Anlässe und nationale Ereignisse zu verfassen. Als erster Poet Laureate wurde der Augustiner-Mönch Bernard André (1450–1522), ein Erzieher des britischen Thronfolgers Arthur Tudor, durch Heinrich VIII. ernannt. Der Poet Laureate wird derzeit vom Premierminister vorgeschlagen und vom König/von der Königin ernannt. Bis 1999 wurde es auf Lebenszeit verliehen, seit dieser Zeit erfolgt die Verleihung auf 10 Jahre.

## USA
In den USA wurde der Poet Laureate 1937 nach dem Vorbild des Vereinigten Königreichs eingeführt. Er wird jährlich für den Zeitraum von Oktober bis Mai vom Librarian of Congress in Absprache mit dem jeweils „amtierenden“ Poet Laureate und herausragenden Literatur- und Lyrikkritikern ernannt. Der Poet Laureate steht beratend der Library of Congress in Lyrikangelegenheiten zur Seite und betreut eine Lesereihe. Ansonsten wird ihm oder ihr bei der Gestaltung seiner Aktivitäten für die Förderung von Lyrik relativ freie Hand gelassen. Die Auszeichnung ist mit 35.000 Dollar dotiert (2023) und mit einem Reisestipendium in Höhe von 5.000 Dollar verbunden (2007).

## Kanada
In Kanada wurde am 18. Dezember 2001 per Gesetz die Position des Parliamentary Poet Laureate geschaffen. Dieser wird vom Sprecher des Senats und vom Sprecher des House of Commons aus einer Liste von drei Kandidaten ausgewählt, die von einem Gremium vorgeschlagen wurden. Der Parliamentary Poet Laureate wird für eine Periode von zwei Jahren bestimmt. Es muss abwechselnd ein frankophoner und anglophoner Dichter sein, um beide offizielle Sprachen des Landes zu repräsentieren. Seine Aufgabe besteht darin, Gedichte für das Parlament und für offizielle Anlässe zu schreiben, den Parliamentary Librarian zu beraten sowie weitere von diesem und den beiden Sprechern auferlegte Pflichten zu erfüllen. Er erhält dafür eine jährliche Vergütung von 20.000 kanadischen Dollar sowie Reise- und andere Spesen.

## Australien
Der erste Poet Laureate wurde 1810 von Gouverneur Lachlan Macquarie ernannt. Michael Massey Robinson, ein einst wegen Urkundenfälschung verurteilter Jurist, erhielt als Preis zwei Kühe. Er blieb der einzige Poet Laureate in Australien, bis die Regierung im Januar 2023 entschied, diese Rolle wieder einzuführen. Zu diesem Zweck wurde die Körperschaft Writers Australia gegründet, mit der Aufgabe den Poet Laureate zu bestimmen sowie Schriftsteller und Illustratoren bei ihrem Schaffen zu unterstützen.

## Neuseeland
Siehe: New Zealand Poet Laureate